# White Bird in a Blizzard
White Bird in a Blizzard is een Frans-Amerikaanse film uit 2014 geschreven en geregisseerd door Gregg Araki. Het verhaal is gebaseerd op dat uit de gelijknamige roman van Laura Kasischke. De film ging in première op 20 januari op het Sundance Film Festival en had zijn Belgische avant-première op het Film Fest Gent 2014.

## Verhaal
De zeventienjarige Kat Connors leidt een doorsnee leven. Ze doet haar best op school, luistert naar muziek en ontdekt haar ontluikende seksualiteit met buurjongen Phil. Thuis leven haar ouders volkomen langs elkaar heen. Haar moeder Eve was ooit een meisje dat ervan genoot in het middelpunt van de belangstelling te staan, maar is ervan overtuigd dat haar leven met de dag minder is geworden en nog steeds wordt sinds ze is getrouwd met Kats burgerlijke vader Brock. Na een periode van onalledaags gedrag, verdwijnt Eve op een dag spoorloos. Kat en Brock waren al zo van haar onthecht, dat ze schijnbaar moeiteloos doorgaan met hun levens.
Jaren later denkt Kat nog zelden bewust aan haar moeder, maar droomt ze wel nog regelmatig van haar. Omdat Phil weinig interesse meer toonde, is ze een affaire begonnen met de veertigjarige politieman die het onderzoek naar de verdwijning van Eve leidde. Hij vertelt Kat dat hij denkt dat Brock haar moeder heeft vermoord. Hoewel ze hier in eerste instantie niets van wil weten, gaat ze praten met vrienden, buren en haar vader omdat ze uiteindelijk toch wil weten wat er is gebeurd op de dag dat haar moeder verdween.

## Rolverdeling
| Acteur             | Personage              |
| ------------------ | ---------------------- |
| Shailene Woodley   | Kat Connor             |
| Eva Green          | Eve Connor             |
| Christopher Meloni | Brock Connor           |
| Thomas Jane        | Detective Scieziesciez |
| Angela Bassett     | Dr. Thaler             |
| Shiloh Fernandez   | Phil                   |
| Gabourey Sidibe    | Beth                   |
| Dale Dickey        | Mrs. Hillman           |
| Mark Indelicato    | Mickey                 |
| Sheryl Lee         | May                    |